# George Ellery Hale
Pour les articles homonymes, voir Hale.
George Ellery Hale (29 juin 1868 – 21 février 1938) est un astronome américain, spécialiste du Soleil.

## Biographie
Il invente le spectrohéliographe alors qu'il est étudiant en licence au Massachusetts Institute of Technology.
Il participe et aide à la fondation d'un certain nombre de grands observatoires, parmi lesquels l'observatoire Yerkes et l'observatoire du Mont Wilson. Au Mont Wilson, il engage et encourage dans leurs recherches Harlow Shapley et Edwin Hubble. Il fait également beaucoup pour lever des fonds, organiser et promouvoir des institutions astronomiques, des sociétés et des journaux. Hale joue également un rôle essentiel dans le développement du California Institute of Technology (Caltech) de Pasadena.

## Distinctions et récompenses
- Le prix Rumford en 1902 pour l'invention du spectrohéliographe,
- La médaille Henry Draper en 1904,
- La médaille d'or de la Royal Astronomical Society en 1904,
- La médaille Bruce en 1916,
- La Médaille Franklin en 1927,
- La médaille Copley en 1932.

Un cratère météoritique (en) sur la Lune et un autre (en) sur Mars portent son nom pour lui rendre hommage. Son nom a également été donné au télescope Hale de l'observatoire du Mont Palomar, ainsi qu'à l'astéroïde (1024) Hale.